# Chrysochamela velutina
Chrysochamela velutina är en korsblommig växtart som först beskrevs av Dc., och fick sitt nu gällande namn av Pierre Edmond Boissier. Chrysochamela velutina ingår i släktet Chrysochamela och familjen korsblommiga växter. Inga underarter finns listade i Catalogue of Life.